# Ronnie Blake
Ronnie Blake (San Fernando, 23 maggio 1972) è un trombettista statunitense.

## Biografia
Blake ha studiato alla California State University. Ha vinto l'International Trumpet Guild's Mock Orchestra Audition nel 1992. In seguito è andato a studiare al all'Istituto Californiano delle Arti, superando un master in musica. Successivamente si è esibito accanto a numerosi artisti, quali Aaliyah, Ben Harper, Dr. Dre e i Big Bad Voodoo Daddy.
Blake ha suonato per i Green Day nel loro album American Idiot ed è apparso sul palco nel concerto Bullet in a Bible.
Ora sta lavorando con Poncho Sanchez e sta preparando un album da solista.